# Westphalien (langue)
Pour les articles homonymes, voir Westphalien.
Le westphalien (westphalien Westfäölsk, bas allemand Westfäälsch, allemand Westfälisch) est un dialecte bas allemand occidental du nord-ouest de l'Allemagne qui se divise en quatre groupes régionaux :
- Le munsterlandais plat
- Le westphalien oriental
- Le südwestfälisch
- Le munsterlandais occidental

Le westphalien se distingue par une prononciation différente des « a », des diphtongues et l'emploi de mots propres tels que küern « parler » et Rüe « chien » par opposition à spreken et Hund dans les autres dialectes bas-allemands. Il a conservé de nombreuses structures grammaticales et coutumes parlées anciennes.
Au niveau de l'orthographe, il n'existe pas encore de normes établies et l'écriture se fait à l'aide de caractères phonétiques. Il existe toutefois une orthographe définie dans la zone de Ravensberg. Un lexique du westphalien est décrit dans le dictionnaire du westphalien (das Westfälischen Wörterbuch) et dans le dictionnaire du bas-saxon (das Niedersächsische Wörterbuch).

## Code
- Code de langue IETF : wep